# Kúty
Kúty (deutsch Kutti, älter Schwarzenfeld, ungarisch Jókút – bis 1902 Kutti – älter auch Kuti) ist eine Gemeinde in der Westslowakei nahe dem Dreiländereck der Grenze zu Tschechien und Österreich. Die Zollstation am Grenzfluss der March ist nur 3 km entfernt.

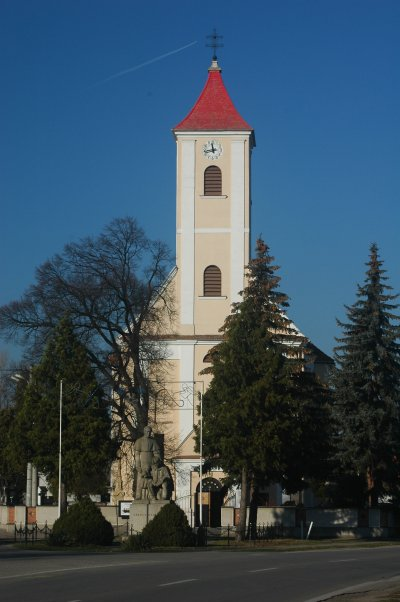
Kirche im Ort

## Geografie
Der aus einem früheren Straßendorf hervorgegangene Ort mit 4100 Einwohnern liegt nördlich des Flusses Myjava und östlich der March. Die umgebende, weitgehend ebene Landschaft Záhorie hat ihre Bezeichnung nach dem gleichnamigen Hügelland direkt im Südwesten.
Die Záhorie-Hügel sind Vorberge der Kleinen Karpaten, deren sanftgeformte Hauptkette etwa 20 km südöstlich vorbeistreicht.

## Nachbarorte und Ortsteile
Zur Gemeinde gehörte neben dem eigentlichen Ort bis zum 11. Juni 2007 noch die Katastralgemeinde Uhlisko. Die Nachbarorte sind nördlich Brodské, östlich Šaštín-Stráže und weiter südlich Moravský Svätý Ján, sowie jenseits der March die österreichischen Orte Rabensburg und Hohenau. Dem nun wieder möglichen "kleinen Grenzverkehr" dient die neue Brücke bei Hohenau, die eine vorläufige Pontonbrücke der 1980er Jahre ersetzte.

## Verkehr
Östlich des Ortszentrums befindet sich ein wichtiger Güter- und Grenzbahnhof, an dem auch internationale Zugverbindungen auf der Bahnstrecke Břeclav–Kúty, die hier auf die Bahnstrecke Devínska Nová Ves–Skalica na Slovensku trifft, nach Tschechien und Polen verkehren. Knapp 2 km westlich verläuft nord-südlich die Autobahn D2 bzw. E65.

## Geschichte
Der Ort wurde 1468 zum ersten Mal schriftlich als Kuth erwähnt, 1498 wird er als Kwhty verzeichnet.
Doch schon vorher – in der Stein- und Bronzezeit – ist der Ort besiedelt gewesen, wie verschiedene archäologische Ausgrabungen zeigen.
Im Mittelalter gehörte die Ortschaft zur Herrschaft der Burg Scharfenstein, später dem Geschlecht der Czobors. 1645 brannte sie nieder, 1678 verzeichnete eine Schenkungsurkunde im Ort drei Mühlen, ab 1736 gehörte Kúty den Habsburgern.
1707 wurde die Kapelle der heiligen Anna zum ersten Mal schriftlich erwähnt. 1717–1726 wurde die Kirche des Heiligen Joseph erbaut, 1826 ein Glockenhaus und 1841 wurde schließlich der Kirchturm vollendet.

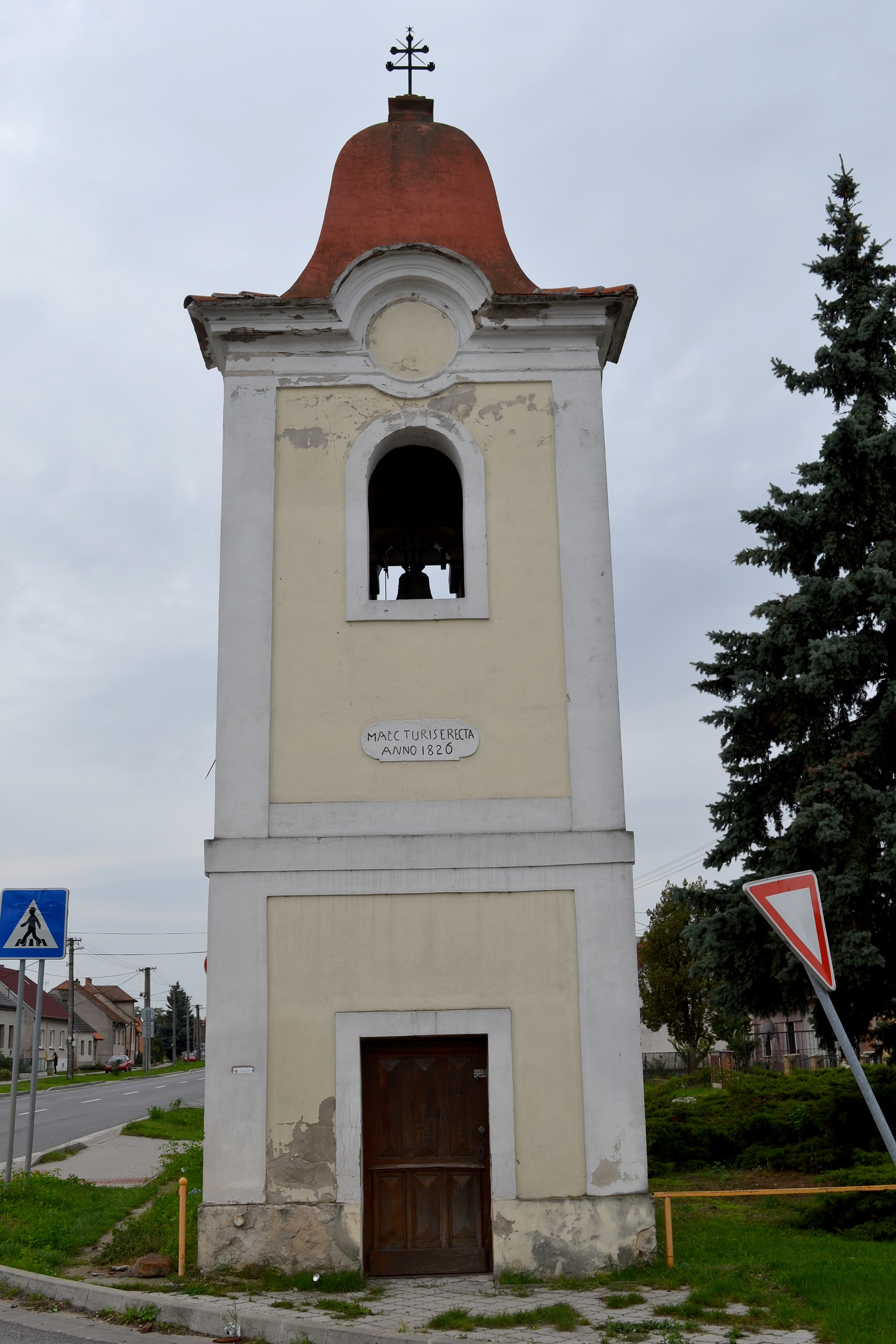
Glockenturm
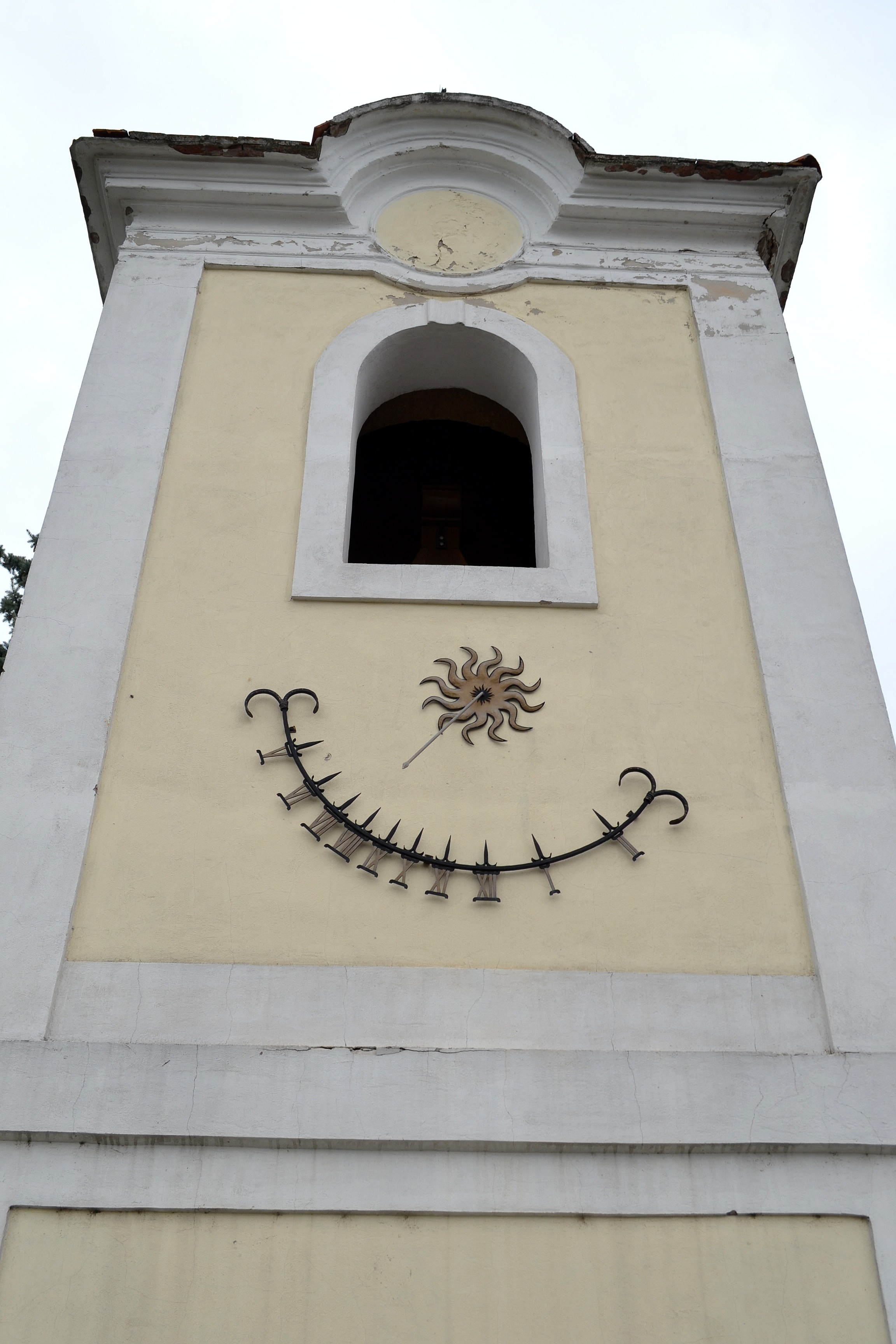
Sonnenuhr am Glockenhaus

## Bevölkerung
| Jahr                | 1994 | 2004    | 2014    | 2024    |
| ------------------- | ---- | ------- | ------- | ------- |
| Anzahl der Personen | 4093 | 4129    | 4053    | 4008    |
| Unterschied         |      | +0,87 % | −1,84 % | −1,11 % |

| Jahr                | 2023 | 2024    |
| ------------------- | ---- | ------- |
| Anzahl der Personen | 4012 | 4008    |
| Unterschied         |      | −0,09 % |

## Persönlichkeiten
- Andrej Ľudovít Radlinský (1817–1879), slowakischer Schriftsteller und Geistlicher, wirkte im Ort
- Pavol Palkovič, (1930–2009), slowakischer Drama- und Literaturtheoretiker